# Kore (groep)
Kore is een muziekgroep uit het Franse Nantes die muziek maakt in de internationale taal Esperanto. Ze hebben tot hiertoe nog maar één CD uitgebracht.

## Groepsleden
- Luk Baudet, gitaar
- Erik Mouton, klavier
- Stefan Rama, basgitaar
- Richard Guinée, drum
- Mark Spitzer, koor
- Kris Spitzer, zang

## Discografie
- Kia viv'  (2000) (deel van Kolekto 2000)
  1. La Testo
  2. Ĵaluzo
  3. Sen ĝu
  4. Vivo-Riske
  5. La sonĝoj
  6. Pasanta Pasio
  7. Malkonsento